# CD Maxaquene
Clube de Desportos do Maxaquene w skrócie CD Maxaquene – mozambicki klub piłkarski, grający w mozambickiej pierwszej lidze, mający siedzibę w Maputo. 

## Historia
Clube de Desportos do Maxaquene został założony w 20 maja 1920 jako Sporting Clube de Lourenço Marques. W 1922 klub osiągnął pierwszy sukces zdobywając Mistrzostwo Dystryktu Lourenço Marques. W latach 1922–1960 Sporting wygrał te rozgrywki 9-krotnie. W latach 1957–1960 w barwach Sportingu występował najsłynniejszy mozambicki i portugalski piłkarz - Eusébio. W 1960 klub zdobył mistrzostwo kolonialnego Mozambiku. Sukces ten powtórzył w 1962. Po zmianie nazwy miasta Lourenço Marques na Maputo klub zmienił przy tym nazwę na - Sporting Clube de Maputo. 
W 1978 klub zmienił po raz drugi nazwę na obecną - CD Maxaquene. W 1979 po raz pierwszy zakwalifikował się do rozgrywek krajowych - Moçambola. W 1984 klub zdobył po raz pierwszy zdobył mistrzostwo Mozambiku. W latach 1984–2012 Maxaquene wygrywał te rozgrywki 5-krotnie. W rozgrywkach Taça de Moçambique Maxaquene triumfowało dziewięciokrotnie w latach 1978-2010. Na arenie międzynarodowej największym sukcesem klubu był półfinał Afrykańskiego Pucharu Zdobywców Pucharów w 1995.

## Sukcesy
- I liga[1]:
  - mistrzostwo (7): 1960, 1962, 1984, 1985, 1986, 2003, 2012.

- Puchar Mozambiku[2]:
  - zwycięstwo (9): 1978, 1982, 1986, 1987, 1994, 1995–96, 1998, 2001, 2010.

- Superpuchar Mozambiku[2]:
  - zwycięstwo (2): 2004, 2011.

## Nazwy klubu
- Sporting Clube de Lourenço Marques (1920–1976)
- Sporting Clube de Maputo (1976–1978)
- Clube de Desportos do Maxaquene (1978– )

## Występy w afrykańskich pucharach
| Sezon | Rozgrywki                 | Runda       | Kraj              | Klub                         | Dom | Wyjazd | Dwumecz      |
| ----- | ------------------------- | ----------- | ----------------- | ---------------------------- | --- | ------ | ------------ |
| 1979  | Puchar Zdobywców Pucharów | 1           | Madagaskar        | AS Sotema                    | 0–3 | 0–1    | 0–1          |
| 1983  | Puchar Zdobywców Pucharów | 1           | Zambia            | Green Buffaloes FC           | 1–1 | 1–5    | 2–6          |
| 1987  | Puchar Mistrzów           | 1           | Angola            | Atlético Petróleos de Luanda | 0–1 | 1–3    | 1–4          |
| 1988  | Puchar Zdobywców Pucharów | wstępna     | Lesotho           | Matlama FC                   | 4–0 | 1–2    | 5–2          |
| 1988  | Puchar Zdobywców Pucharów | 1           | Zambia            | Power Dynamos FC             | 1–3 | 0–1    | 1–4          |
| 1991  | Puchar Zdobywców Pucharów | 1           | Zimbabwe          | Dynamos FC                   | 0–2 | 1–5    | 1–7          |
| 1995  | Puchar Zdobywców Pucharów | 2           | Sudan             | Al-Merreikh Omdurman         | 2–1 | 1–1    | 3–2          |
| 1995  | Puchar Zdobywców Pucharów | ćwierćfinał | Tunezja           | AS Marsa                     | –   | –      | –            |
| 1995  | Puchar Zdobywców Pucharów | półfinał    | Nigeria           | Julius Berger FC             | 0–0 | 0–1    | 0–1          |
| 1997  | Puchar Zdobywców Pucharów | wstępna     | Seszele           | Red Star FC                  | –   | –      | –            |
| 1998  | Puchar CAF                | 1           | Madagaskar        | DSA Antananarivo             | 1–1 | 0–1    | 1–2          |
| 1999  | Puchar Zdobywców Pucharów | 1           | Reunion           | AS Marsouins                 | 2–1 | 1–2    | 3–3 (k. 6–5) |
| 1999  | Puchar Zdobywców Pucharów | 2           | Południowa Afryka | Orlando Pirates              | 4–4 | 1–3    | 5–7          |
| 2002  | Puchar Zdobywców Pucharów | 1           | Południowa Afryka | Santos FC                    | 3–1 | 0–2    | 3–3          |
| 2003  | Puchar CAF                | 1           | Zimbabwe          | Black Rhinos FC              | 1–1 | 0–0    | 1–1          |
| 2004  | Liga Mistrzów             | wstępna     | Zimbabwe          | AmaZulu FC                   | 3–4 | 1–3    | 4–7          |
| 2011  | Puchar Konfederacji       | wstępna     | Madagaskar        | AS Adema                     | 1–1 | 0–0    | 1–1          |
| 2013  | Liga Mistrzów             | wstępna     | Botswana          | Mochudi Centre Chiefs SC     | 0–1 | 0–1    | 0–2          |

## Stadion
Domowe mecze klub rozgrywa na stadionie o nazwie Estádio do Maxaquene w Matoli, który może pomieścić 15 000 widzów.